# Jorge Antunes
Pour les articles homonymes, voir Antunes.
Jorge de Freitas Antunes, né le 23 avril 1942 à Rio de Janeiro, est un compositeur brésilien en musique électroacoustique et en musique concrète.

## Biographie
Antunes est entré à l'« Escola de Música da Universidade Federal do Rio de Janeiro » en 1959 où il a étudié le violon. Il suit des cours de perfectionnement à Buenos Aires, Utrecht et Paris, étudiant avec Alberto Ginastera, Francisco Kröpfl, Gandini, Koenig, François Bayle, Guy Reibel et Pierre Schaeffer. Il obtient un Master de Musique pour le violon et la composition auprès de l'Université fédérale de Rio de Janeiro et un Doctorat de musique électroacoustique à l'Université de Paris (1977) sous la direction de Daniel Charles.
Depuis 1973, il est professeur à l'Université de Brasilia, où il dirige un Laboratoire de Musique électroacoustique et où il enseigne la composition et l'acoustique musicale.

## Œuvres

### Opéras
- Contato (1968)
- Vivaldia MCMLXXV opera buffa de chambre (1975)
- Qorpo Santo opéra en 3 actes (1983)
- O rei de uma nota só (Le Roi d'une Seule note),  Mini-opéra en 4 scènes (1991)
- A borboleta azul (Le Papillon Bleu), Mini-opéra en 2 actes (1995)
- Olga (composé en 1987-1997, créé en 2006)

### Musique de chambre
- Mascaruncho pour 2 altos (1977)
- Microformóbiles I pour alto et piano (1970)
- Modinha para Mindinha (Tune for Mindinha) pour 7 altos (1985)